# ثاديوس موسلي
ثاديوس موسلي (بالإنجليزية: Thaddeus Mosley)‏ هو نحات أمريكي، ولد في 1926.